# Schleswiger Kaltblut
Das Schleswiger Kaltblut (dänisch: Slesvigsk Koldblod oder Slesviger) ist ein freundliches Kaltblutpferd aus der Region Schleswig (heute nördliches Schleswig-Holstein und südliches Dänemark). Es ist heute vom Aussterben bedroht und steht auf der Roten Liste der gefährdeten einheimischen Nutztierrassen in Deutschland. Es wurde 1988 und 1996 von der Gesellschaft zur Erhaltung alter und gefährdeter Haustierrassen (GEH) zur „Gefährdeten Nutztierrasse des Jahres“ erklärt.
Hintergrundinformationen zur Pferdebewertung und -zucht finden sich unter: Exterieur, Interieur und Pferdezucht.

## Exterieur

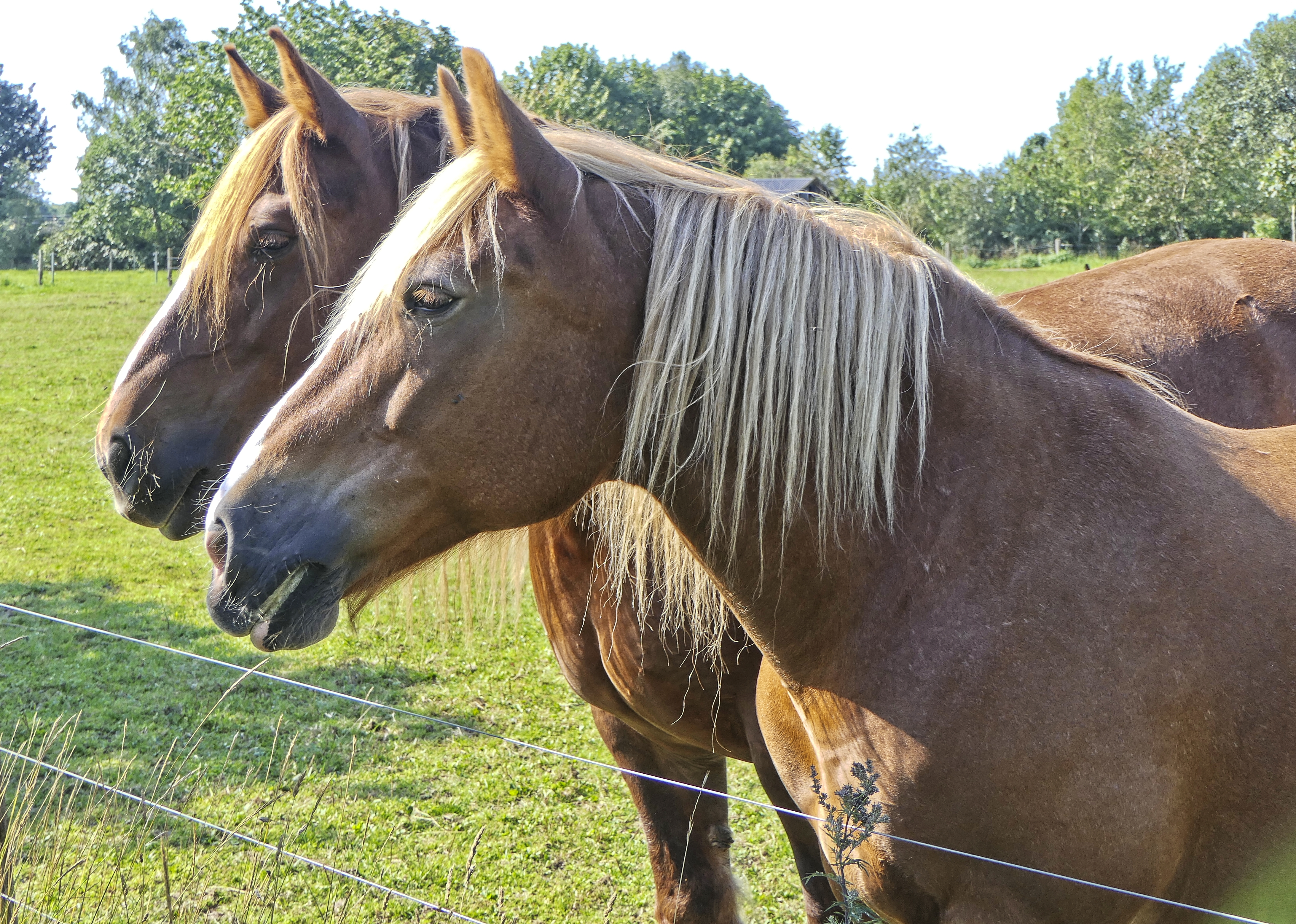
Kopfstudie

Im Allgemeinen ist das Schleswiger Kaltblut ist ein harmonisch proportioniertes, praktisches Kaltblutpferd gedrungenen, mittelschweren Körperbaus im mittleren Rahmen. Grundsätzlich ähnelt es hinsichtlich Typ und Exterieur dem stammverwandten Jütländer, Rassevertreter sind jedoch leichter und trockener gebaut.
Der in Relation zum übrigen Körper große, aber kurze Kopf mit in der Regel gerader, seltener konvexer Nasenlinie zeichnet sich durch ein markantes Profil sowie eine hohe Trockenheit aus. Einst eher grobschlächtig, weist der heute feinere Kopf einen freundlichen, lebhaften Ausdruck, kleine Augen, lange Ohren und überdies eine breite Stirn, weit geblähte Nüstern sowie ausgeprägte Ganaschen auf. Der wohlaufgesetzte, -gebogene und -getragene, zudem breite Hals besitzt eine kräftige, ausgeprägte Bemuskelung sowie eine eher geringe, aber genügende Länge. Er entspringt einer breiten, gelegentlich etwas kurzen Schulter. Die Brust zeigt eine hohe Breite und Tiefe. Der nur schwach ausgeprägte Widerrist geht in einen kurzen, starken Rücken über. Generell ist der Rumpf breit und tonnig. Eine hervorragende Rippenwölbung aufweisend, kennzeichnet er das Schleswiger Kaltblut als guten Futterverwerter. Die leicht abfallende bis durchaus abschüssige Kruppe, oftmals leicht höher als der Widerrist gelegen sowie einen hohen Schweifansatz gebietend, weist bei guter Länge eine hohe Breite auf und verfügt über eine gute Bemuskelung. Insbesondere die weit hinabreichende Sitzbeinmuskulatur ist lobend zu erwähnen. Die im Verhältnis zum übrigen Körper nicht zu kurzen Extremitäten sind stabil gebaut, nichtsdestoweniger aber von trockener Textur. Starke, breite Gelenke sowie kurze Röhrbeine gebietend, ist das Fundament im weitesten Sinne korrekt gestellt; eine Tendenz zu einer zehenengen Stellung der Vordergliedmaßen gilt als rassetypisch. Bisweilen zu bemängeln sind eine zu geringere Knochenstärke der Vorderarme sowie eine gewisser Schwammigkeit der Röhrbeine. Der Kötenbehang ist bei mäßiger Üppigkeit seidig. Die flachen, rund geformten Hufe sind groß und weisen eine große Härte sowie in der Regel stark entwickelte Trachten auf.
Die Widerristhöhe variiert zwischen 154 und 162 cm. Die durchschnittlichen Werte betragen 154 cm für Stuten sowie 158 cm für Hengste. Der Zuchtverband schreibt als Zielgröße für den Röhrbeinumfang 24 bis 28 cm fest und strebt ferner einen Brustumfang von 200 bis 220 cm an.
Das Körpergewicht eines Schleswiger beläuft sich auf mindestens 650 und maximal 800 kg. Die durchschnittliche Masse beträgt für Stuten 700 kg.
Vorherrschende Fellfarbe sind Füchse mit zumeist hellem Langhaar und oftmals weißen Abzeichen. Vereinzelt treten auch Schimmel, die sich auf Einkreuzungen des Boulonnais zurückführen lassen, sowie Rappen und Braune als Erbteil des Jütländers, bei dem diese Farben allerdings selten geworden sind, auf.

## Mechanik

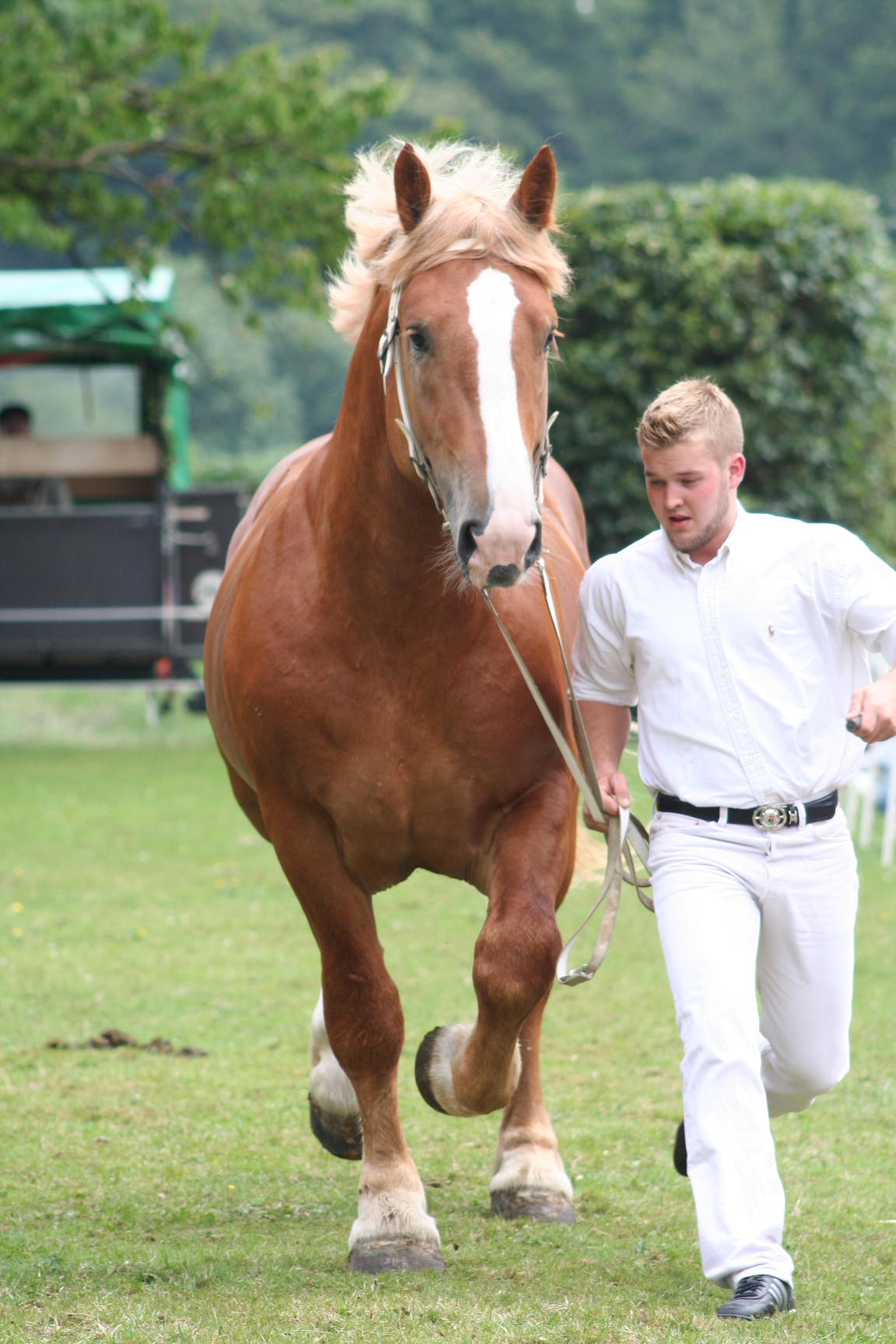
Schleswiger Kaltblut, an der Hand vorgeführt

Der im Allgemeinen gute Bewegungslauf des Schleswiger Kaltbluts ist eifrig und energisch sowie für einen Kaltblüter aufgrund von Einkreuzungen Englischer Vollblüter und Yorkshire Coach Horses relativ schnell. Die Schrittbewegungen sind raumgreifend. Im bodendeckenden Trab entwickeln Rassevertreter viel Schub aus der Hinterhand. Des Weiteren weist der Schleswiger eine hohe Wendigkeit auf.

## Interieur
Schleswiger sind von energischem, lebhaften Charakter, dabei aber gutmütig, freundlich, ausgeglichen und unkompliziert im Umgang. Sie zeigen zudem eine hohe Lernwilligkeit und sind überdies anspruchslos und robust in der Haltung und weisen eine hohe Fruchtbarkeit, Langlebigkeit und gute Gesundheit auf. Rassevertreter sind leichtfuttrig und futterdankbar.

## Verwendung
Das Schleswiger Kaltblut ist ein leistungsfähiges und ausdauerndes Arbeitspferd, das vielseitig einsetzbar ist und sich besonders als Zugpferd im landwirtschaftlichen Bereich eignet. Prädestiniert ist die Rasse im Einsatz auf schwerem Marschboden.
Gerade dieser landwirtschaftliche Einsatz stellte hohe Anforderungen an den Schleswiger, der sich im Geschirr zu ein bis vier Pferden angespannt in schwierigem Gelände, das in Schleswig-Holstein durch die sogenannten Knicks (Wallhecken) bestand, geschickt bewegen und des Weiteren darauf achtgeben musste, Pflanzreihen nicht niederzutreten.
Ursprünglich somit als Arbeitspferd vorwiegend in der Land- und Forstwirtschaft, aber auch in der Industrie sowie im Militär- und städtischen Transportwesen (pferdebespannte Omnibusse, Pferdestraßenbahnen) seinen Dienst getan, wird der Schleswiger heute oftmals als Freizeit- und Allroundpferd seines gutmütigen Charakters wegen eingesetzt, insbesondere für Kutsch- und Planwagenfahrten. Hauptsächlich finden die Kaltblüter heutzutage allerdings in forstwirtschaftlichen Betrieben und im sogenannten alternativen Landbau als Rückepferde zum Holztransport sowie Baumschulen und Gärtnereien Verwendung. Vereinzelt werden Rassevertreter auch im Tourismus sowie von der hamburgischen Holsten-Brauerei in der Werbung und Öffentlichkeitsarbeit eingesetzt. Auch für die Nutzung zur Beweidung für landschaftspflegende Zwecke sind Schleswiger geeignet.

## Geschichte
Die Zucht des Schleswigers hat einen gemeinsamen Ursprung mit dem stammverwandten Jütländer und Holsteinern des Landschlags der Kimbrischen Halbinsel.

### Entwicklung des schleswiger Pferdeschlags
Auf dem fruchtbaren Boden des Uferbereiches der Nordsee existierte wohl seit geraumer Zeit ein mittelgroßer, kalibriger Pferdeschlag, der bereits während des 2. und 1. Jahrhunderts vor Christus durch die Römer Erwähnung fand, als diese mit den Kimbern und Teutonen in Berührung kamen. Die Landrasse lieferte im Mittelalter ein seiner Größe und seiner Kraft wegen begehrtes Schlachtross, das nach dem Aufkommen von Schusswaffen sowie der Ablösung schwer gepanzerter Ritterrüstungen durch weniger kalibrige Pferdeschläge aus dem Militärwesen verdrängt wurde, aber weiter als schweres Reitpferd und landwirtschaftliches Arbeitspferd eingesetzt wurde. So erlebte die Zucht im 17. und 18. Jahrhundert ebenso wie die holsteinische eine Blütezeit, der allerdings durch die anschließenden Napoleonischen Kriege ein bedeutender Aderlass widerfuhr.
Um die großen Schaden genommene Zucht wieder zu stärken, führten sowohl Privatpersonen als auch staatliche Institutionen ab 1815 Importe englischer Pferde durch. So veranlasste Herzog Christian August von Schleswig-Holstein-Sonderburg-Augustenburg im Jahr 1820 die erste Einfuhr Englischer Vollbluthengste. Des Weiteren wurden auch durch das königliche Landgestüt Kolding sowie Privatleute Hengste der Rasse Yorkshire Coach Horse in die Region eingeführt. Äußerst erfolgreicher Vererber war der Hengst Bay Buckingham. 1846 importiert, lieferte er der Landeszucht 500 Nachkommen. Ebenfalls zu erwähnen ist der Begründerhengst der Holsteiner F-Linie, Brillant, der von seinem vierten bis siebzehnten Lebensjahr in Kolding als Beschäler aufgestellt war, bevor der Hengst in die Kremper Marsch verkauft wurde. Auch auf weiblicher Seite spielten die Yorkshire Coach Horses eine Rolle; aufgrund des zahlreichen Imports von Rassevertretern kann man zum damaligen Zeitpunkt das Gebiet um Randers als Zuchtenklave der auch New Cleveland Bay genannten Pferderasse bezeichnen. Die positive Entwicklung, die der schleswiger Landschlag durch diese Einkreuzungen machte, war jedoch keine nachhaltige, da man, anstatt mit den Kreuzungsprodukten weiterzuzüchten, die Hengste kastrierte und zu guten Preisen verkaufte. Unterdessen importierte man nach wie vor Pferde aus England, ließ aber indes die Abstammung außer Acht und erwarb Tiere verschiedenster Rassezugehörigkeiten. Nach dem ersten Band des Zuchtbuchs aus dem Jahr 1900 wirkten seit 1824 insgesamt 70 Beschäler weiterer Rassen in der Zucht (siehe Tabelle). Hinzuzuzählen sind überdies 133 Beschälerhengste des ehemaligen Schleswig-Holsteiner Landgestüts Traventhal, die seit der Errichtung der Zuchtstätte im Jahr 1867 die Zucht prägten und bei denen es sich überwiegend um Warmblüter hannoverscher, mecklenburger, oldenburger und ostpreußischer Herkunft, aber auch Norfolk Roadster, Normannische Cobs Ostfriesen, Shire Horses, Brabanter, Beberbecker und ähnliche Rassen handelte.
| Rasse                   | Anzahl |
| ----------------------- | ------ |
| Hannoveraner            | 11     |
| Holsteiner              | 11     |
| Englisches Halbblut     | 10     |
| Oldenburger             | 8      |
| Suffolk Punch           | 7      |
| Percheron               | 4      |
| Frederiksborger         | 2      |
| Clydesdale              | 1      |
| Ostfriese               | 1      |
| Englisches Vollblut     | 1      |
| Norfolk Roadster        | 1      |
| ohne Rassezugehörigkeit | 13     |

An den Zahlen erkennbar hatte sich der schleswiger Landschlag nach 1866 – im Anschluss an den österreichisch-preußischen Krieg und der im Prager Frieden vereinbarten Annexion Schleswig-Holsteins durch Preußen – in eine als „ganz wild“ bezeichnete, planlose Kreuzungszucht verwandelt, unter anderem forciert durch den zunehmenden Import schwerer Kaltblüter (vor allem Clydesdales, Shire Horses, Brabanter), da der Landschlag durch die oben beschriebenen Einkreuzungen zu leicht für den schweren Zug geworden war. Unterdessen bildeten sich jedoch auch erste lokale Vereine zur Verbesserung der Pferdezucht.

### Oppenheim
Den Wendepunkt brachte erst der Mitte des 19. Jahrhunderts geborenen Hengst Oppenheim, der als Begründerhengst der Rasse gesehen wird und diese stark prägte und verbesserte. Sein Bandmaß belief sich auf 172 cm. Er wurde als mittelgroßes Pferd schweren Kalibers mit tiefer Brust und kurzem Hals beschrieben.
Im Jahr 1862 durch den Hamburger Pferdehändler Louis Oppenheimer nach Deutschland importiert und, nachdem der eigentlich für Mecklenburg angekaufte Hengst aufgrund einer periodischen Augenentzündung dort nicht abgenommen wurde, im Hengstdepot in Redefin aufgestellt, entwickelte er Hufrehe und sollte über Dänemark nach England zurückgeschickt werden. Im dänischen Kolding angekommen, wurde er jedoch nach Robdrup (Randers) gebracht. In der Nähe dieser Ortschaft wurde er von dem Pferdehändler Isac Nathansen als Deckhengst aufgestellt und wirkte von 1865 bis 1872 als Beschäler. Oppenheim lieferte gerade mit den importierten Yorkshire Coach Horse-Stuten gute Nachkommen, weswegen deren Einfluss mittlerweile durchaus positiv bewertet wurde, wurde das Einführen der englischen Pferderasse indessen früher als verhängnisvoll und schädlich bezeichnet. Weniger durchschlagend vererbte der Fuchs sich jedoch mit anderen Kaltblütern.
Aufgrund mangelnder Abstammungspapiere existieren über seine Rassezugehörigkeit lediglich Mutmaßungen. Seiner Fuchsfarbe wegen rechnen ihn einige dem Suffolk Punch zu, für den diese Farbgebung rassetypisch ist. Andere Stimmen führen an, dass der fehlende Pedigree schlichtweg damit zu erklären sei, dass es sich bei Oppenheim um ein zufälliges Kreuzungsprodukt gehandelt habe. Einer anderen Argumentation folgend, soll der Hengst ein Shire Horse oder Clydesdale gewesen sein, wobei Verfechter dieser These auf seine großflächige Blesse im Gesicht und seine weißen Hinterfesseln, die er aufwies, und die Zunahme des vorher kaum vorhandenen Kötenbehangs sowie seine durchschlagene Vererbung, die ein durchgezüchtetes Tier wahrscheinlicher macht, anführen. Sie konkludieren daraus, dass er aufgrund seiner Fuchsfarbe, die insbesondere beim Shire Horse unerwünscht ist, keine Ahnentafel besaß, und da er in seinem Ursprungsland für keinerlei züchterische Verwendung infrage kam, exportiert werden konnte.

### Beginn der organisierten Zucht
Die Periode der planlosen Kreuzungszucht, begonnen um 1866, endete erst 1888, als die preußische Gestütsverwaltung durch eine Verordnung verfügte, dass fortan im südlichen Holstein eine warmblütige Zucht entstehen sollte, während Schleswig Zuchtgebiet eines Kaltblutschlags werden sollte; ferner wurde auch ein Rassestandard aufgestellt. Zuvor hatte in Schleswig eine gewisse Unentschlossenheit zwischen einer warm- und einer kaltblütigen Zucht geherrscht; altgediente schleswiger Hengstlinien standen vielmehr im Warmbluttyp, ein leichtes Fundament frei von Kötenbehang aufweisend bei einer wohlgerundeten Oberlinie und mächtiger Größe. Sie wiesen vielfach exzellente Trabbewegungen auf, während schwerere Hengste eine spürbar geringere Qualität der Grundgangarten aufwiesen.
Im Jahr 1891 wurde der Verband Schleswiger Pferdezuchtvereine gegründet und damit verbunden erstmalig ein Zuchtbuch eröffnet. Der Vereinigung gehörten in etwa 30 Züchter aus dem heute dänischen Hadersleben, Apenrade, Tondern und Als sowie dem deutschen Flensburg, Husum, Eiderstedt und Schleswig an. Sie besaßen unter anderem zahlreiche Jütländer. Im Folgejahr traten weitere 13 lokale Vereine zur Pferdezucht, die sich nach 1866 gebildet hatten, der Vereinigung bei. Der Verband wuchs und zählte 1914 circa 3000 Mitglieder, die im Besitz von gut 9000 Zuchtstuten waren.

### Munkedal-Zucht
Prägend in diesem Zeitraum war die Zucht des Hofes Munkedal in Aldrup, heute zugehörig zur Jammerbugt Kommune nahe Bjerringbro. Die mehrfach auf Oppenheim ingezüchteten und allesamt fuchsfarbenen Hengste Munkedal, dessen Sohn Munkedal II und wiederum dessen direkter Nachkomme Aldrup Munkedal 839 (geboren 1893), wirkten stark auf die Zucht ein; zum einen wurde die zuvor vorherrschende braune Färbung durch eine fuchsfarbene Fellzeichnung verdrängt, zum anderen büßte die Pferdezucht aber auch an Gangvermögen ein.
Aldrup Munkedal gilt als Begründerhengst des Schleswiger Kaltbluts und des Jütländers. Nach dem Ende des Ersten Weltkriegs 1914 gingen alle Schleswiger Hengst auf ihn zurück.

### Entwicklung nach 1920
Nach den Volksabstimmungen von Februar und März 1920, in denen über die staatliche Zugehörigkeit Schleswigs bestimmt wurde, musste Deutschland Nordschleswig an Dänemark abtreten. Infolgedessen verlor Verband Schleswiger Pferdezuchtvereine rund zwei Drittel seines Stutenbestandes, der 1914 noch 9000 Tiere umfasst hatte.
Im Jahr 1931 war der Bestand noch weiter gesunken: Der Verband zählte lediglich 1800 Stuten sowie 1750 Mitglieder (1914 waren es um 3000 gewesen). Aufgrund dieser schweren Krise erwog man, den Verband aufzulösen und die Zucht an das Rheinisch-Deutsche Kaltblut anzulehnen. Lediglich aufgrund der umfassenden Bemühungen der Vorsitzenden des Verbandes, R. Thomsen und dessen Nachfolger Carl Biesten, bestand der Verband fort.
Um die schwierige Situation zu überwinden, wurde das Zuchtziel leicht modifiziert; ferner war es auch der großen Leidenschaft der Schleswiger Züchter zu verdanken, dass die Rasse fortbestand. Im Wesentlichen war es allerdings die Einfuhr hochklassigen jütischen Zuchtmaterials, die je nach Quelle bis 1938, als das Zuchtbuch für Jütländer geschlossen wurde, oder 1939 andauerte, die bewirkte, dass sich die Population erholte. Der infolgedessen in geringem Umfang kleiner gewordene Rahmen bei sinkender Widerristhöhe – von durchschnittlich 173 cm im Jahr 1916 auf rund 1,60 m im Jahr 1937 – sowie die Verbesserung des Gangvermögens in Schritt und Trab entsprachen den Zielvorstellungen der Wehrmacht.
Insgesamt wird die Zeit von 1935 bis 1950 als Blütezeit des Schleswiger Kaltbluts angesehen, deren Höhepunkt ihrer züchterischen Ausbreitung sich 1949 mit 25.000 registrierten Zuchtstuten sowie 450 Hengsten findet, die in ganz Schleswig-Holstein, schwerpunktmäßig aber im Norden des Bundeslandes, verbreitet waren. Einer anderen Quelle zufolge findet sich der Höchststand ein Jahr früher, 1948, als sich in der Hand von insgesamt 14.500 Züchtern 32.000 gedeckte Zuchtstuten sowie 460 Zuchthengste (160 davon in Genossenschaftsbesitz) befanden.

### Nach der Motorisierung der Landwirtschaft
Aufgrund der Ausbreitung des Ackerschleppers, insbesondere auf dem Lehmboden in östlichen Schleswig-Holstein und dem schweren Marschboden an der Westküste des Bundeslandes sank nach 1950 der Bestand des Schleswigers rapide, weil er in der Landwirtschaft schlichtweg nicht mehr gebraucht wurde und deswegen viele Exemplare zum Schlachter gegeben wurden. Während man im angrenzenden Jütland in Teilen auf die Produktion von Schlachtfohlen setzte, um eine gewisse Populationsgröße aufrechterhalten zu können, waren die schleswiger Züchter indessen dazu nicht bereit. Sofern sie ihre Zucht nicht auf Warmblüter umstellten, versuchten sie sich mit der Zucht von im kleineren Rahmen stehenden Kaltblütern, die Warmblütern und den sich damals stetig weiter ausbreitenden Fjordpferden als Reservezugkraft auf den Gehöften überlegen waren.
Um diesen angestrebten kleineren Rahmen zu erreichen, wurden 1954, als alle Schleswiger Junghengste auf die Munkedal-Linie zurückzuführen waren, in Frankreich ein dreijähriger Postier-Bretonen namens Hasta und der fünfjährige, schimmelfarbene Boulonnais-Hengst leichten Typs Faust erworben. Nachkommen Hastas waren sehr trockene Pferde mit herausragendem Gangvermögen, aber zu leicht gebaut und Charaktermängel aufweisend, weswegen er wenig verwandt wurde und aufgrund des abnehmenden Gesamtbestandes bald wieder aus den Pedigrees verschwand. Der Boulonnais Faust, der bis in die 1960er-Jahre in der Zucht wirkte, indessen bewährte sich und sorgte für die notwendige Modernisierung der Rasse, sodass er sich heute in vielen Ahnentafeln nachverfolgen lässt. Die Kreuzungen waren von edlem Körperbau mit kräftigem, zugleich trockenen Fundament und guten Bewegungen. Dennoch fanden die Einkreuzungen nicht überall in der Züchterschaft Anklang, insbesondere in Nordfriesland, wo vor allem die Schimmelfarbe unbeliebt war und sich aufgrund dessen gewissermaßen ein Kernzuchtgebiet des alten Typs des Schleswigers erhalten.
Bezüglich der Fremdbluteinkreuzungen ist ferner die Aufnahme einer Rheinisch-Deutschen-Kalblutstute ins Stutbuch Ende der 1960er-Jahre zu erwähnen, deren Genanteil aber in der heutigen Zucht kaum noch eine Rolle spielt.
Mitte der 1970er Jahre war trotz aller Bemühungen die ehemals mehrere zehntausend Tiere umfassende Population drastisch geschrumpft. Der Tiefstand stammt aus dem Jahr 1976 und beläuft sich auf 35 eingetragene Stuten und fünf Hengste (einer anderen Quelle zufolge auf 60 registrierte Stuten). Da es dem Schleswiger Verband aufgrund der geringen Mitgliederzahlen nicht mehr möglich, eine eigene Geschäftsstelle zu betreiben, schloss er sich dem Pferdestammbuch Schleswig-Holstein / Hamburg e. V. an.
Insgesamt hat sich der Bestand seit 1979 aber erholt, wie die folgenden Zahlen zeigen:
| Jahr                         | 1979 | 1994  | 2005  |
| ---------------------------- | ---- | ----- | ----- |
| Stuten                       | 65   | 148   | 190   |
| Hengste                      | 5    | 17    | 30    |
| Verhältnis Hengste zu Stuten | 1:13 | 1:4,5 | 1:8,7 |

Im Jahr 1977 erwarb die Züchterfamilie Isenberg den Hengst Odin, einen Jütländer, zur Vermeidung von Inzucht. Er brachte gute Nachzucht, die einen etwas größeren und schwereren Typ verkörperte, jedoch vererbte er Hufmängel. Da die Resultate dennoch zufriedenstellend waren, sah sich die Züchterschaft ermutigt, weitere jütische Hengste einzuführen, die sich allerdings nicht bewährten, brachten sie neben schlechten Hufen auch eine hohe Anfälligkeit für Mauke sowie Charaktermängel in die Zucht ein.
Mehr durch einen Zufall ließ die Familie 1986 die Stute Ammer von dem Süddeutschen Kaltblüter Velour decken. Der Nachkomme, der Hengst Enzian, vererbte sich gut und trug zur Reduktion der Inzuchtrate bei. Ferner schaffte man es so, die durch die jütischen Hengste in die Zucht eingeführten Mängel einzudämmen; die Arbeitswilligkeit verbesserte sich ebenso wie die Qualität des Fundaments und der Hufe und die Zahl der von Mauke betroffenen Tiere ging zurück.
Ferner sorgte auch der Boulonnais-Hengst Mammut, welcher Ende der 1980er-Jahre in der Zucht wirkte, für die nötige Fremdblutzufuhr.
Heute kümmert sich der 1991 gegründete Verein Schleswiger Pferdezüchter um den Erhalt dieser Rasse. In Dänemark wird die dem schleswigschen Kaltblut eng verwandte Rasse Jütländer gehalten, mit der Zuchttiere ausgetauscht werden.

## Zucht

### Organisationen
Das Schleswiger Kaltblut wird von folgenden Pferdestammbüchern betreut:
- Pferdestammbuch Schleswig-Holstein / Hamburg e. V. (Ursprungszuchtbuch; Schleswig-Holstein und Hamburg)[16]
- Stammbuch für Kaltblutpferde Niedersachsen e. V. (Filialzuchtbuch; Niedersachsen)[6]
- Pferdezuchtverband Brandenburg – Anhalt e. V. (Filialzuchtbuch; Brandenburg, Berlin, Sachsen-Anhalt)[17]
- Pferdezuchtverband Rheinland-Pfalz-Saar e. V. (Filialzuchtbuch; Rheinland-Pfalz und Saarland)[18]
- Pferdezuchtverband Sachsen – Thüringen e. V. (Filialzuchtbuch; Sachsen und Thüringen)[19]

Das Zuchtbuch ist geschlossen. Fremdblut darf nur mit der Zustimmung des Rassebeirats zur Blutauffrischung eingekreuzt werden. Zugelassene Rassen sind hierbei ausschließlich Jütische und Süddeutsche Kaltblüter sowie Boulonnais.

### Bestand
Der Gesamtbestand in Deutschland beläuft sich Stand 2021 auf 16 im Zuchteinsatz stehende Hengste sowie 168 Zuchtstuten (rund 100 davon in Schleswig-Holstein, insbesondere im Landesteil Schleswig), die sich Stand 2017 in der Hand von insgesamt 37 Züchtern befinden.

### Verbreitung
Das Schleswiger Kaltblut ist vorwiegend in den Bundesländern Schleswig-Holstein sowie Niedersachsen, seit das dortige Stammbuch für Kaltblutpferde Niedersachsen e. V. eine eigene Abteilung für Schleswiger konstituiert hat, verbreitet. In letztgenannten Bundesland konzentriert sich die Zucht im nördlichen Teil, die gewissermaßen eine Art Enklave bildet. Vereinzelt finden sich auch Rassevertreter in den übrigen Teilen Deutschlands. Insbesondere nach Mecklenburg-Vorpommern, in das Gebiet der ehemaligen Mark Brandenburg sowie in die Uckermark wurden einzelne Pferde eingeführt.